# 细裂黄鹌菜
细裂黄鹌菜（学名：Youngia diversifolia），为菊科黄鹌菜属下的一个植物种。